# Giovanni Garzia Millini
Giovanni Garzia Millini (ur. 1 marca 1563 we Florencji – zm. 2 października 1629 w Rzymie) – włoski kardynał.

## Życiorys
Tytularny arcybiskup Kolossów i nuncjusz apostolski w Hiszpanii 1605-07, został kreowany kardynałem prezbiterem Santi Quattro Coronati w 1606. Arcybiskup Imoli 1607-11. W 1608 był legatem a latere w celu doprowadzenia do pojednania cesarza ze swoim bratem, arcyksięciem Maciejem. Wikariusz generalny diecezji rzymskiej od 1610, sekretarz Rzymskiej Inkwizycji od 1616, prefekt Kongregacji Indeksu 1623-1626. Uczestniczył w konklawe 1621 i 1623, na tym drugim był kandydatem do tiary. Kamerling Świętego Kolegium 1623-25. Kardynał protoprezbiter 1627-29, w sierpniu 1629 został biskupem Frascati. Zmarł w Rzymie w wieku 66 lat.